# めぐり逢ったが運のつき
『めぐり逢ったが運のつき』（めぐりあったがうんのつき、原題：Cible émouvante）は、1993年のフランスのコメディ映画。2010年にイギリスで『ターゲット』としてリメイクされている。

## 概要
厳格で由緒正しい先祖代々の殺しの名門家育ちで、エレガントに殺し家業を継ぐ老紳士にフランスの名優ジャン・ロシュフォール。間抜けな弟子にギヨーム・ドパルデュー。女詐欺師にマリー・トランティニャンという顔合わせの異色のライト・ブラックなクライムコメディ。

## あらすじ
エレガントに殺しを行うヴィクトール・メナール。しかし、彼には殺し屋の名門に恥じないように口煩い母親に厳しく押さえつけられていて、内心は殺し家業にうんざりしている面があった。そんな時、殺しの現場を若者アントニーに見られてしまったが、後継者が必要なヴィクトールはアントニーを弟子にする。ヴィクトールは殺しのノウハウや哲学などみっちりと仕込むが、アントニーはものにはならない。そんなある日、2人はある女の殺害を依頼される。その女は詐欺師のルネだったが、手違いから彼女を逆に悪の組織から守る羽目になる。

## キャスト
- ヴィクトール・メナール - ジャン・ロシュフォール
- ルネ・ダンドリュー - マリー・トランティニャン
- アントワーヌ - ギヨーム・ドパルデュー
- ヴィクトールの母 - パタシュー（フランス語版）
- カサ・ビアンカ - ウラジミール・ヨルダノフ
- マニュ - セルジュ・リアブキン（フランス語版）
- ドレミャン - チャーリー・ネルソン（フランス語版）